# Birthe Neumann
Birthe Neumann, född 30 april 1947 i Köpenhamn, är en dansk skådespelare.
Neumann har varit nominerad till Bodilpriset sex gånger varav hon har vunnit två. Första gången var 1992 i  Kærlighedens smerte då hon vann i kategorin Bästa kvinnliga biroll. 2004 vann hon i kategorin Bästa kvinnliga huvudroll för sin insats i Lyckovägen. Dessutom har hon vunnit Robertpriset tre gånger för filmerna Bara en flicka (1995), Festen (1998) och Lyckovägen (2004).

## Filmografi i urval
- 1990 – Låt isbjörnarna dansa
- 1992 – Kærlighedens smerte
- 1995 – Bara en flicka
- 1997 – Riket II (TV-serie)
- 1997 – Taxa (TV-serie)
- 1998 – Festen
- 2002 – Tinke
- 2002 – Älskar dig för evigt
- 2003 – Lyckovägen
- 2003 – Försvarsadvokaterna (TV-serie)
- 2004 – Krönikan (TV-serie)
- 2005 – Solkongen
- 2006 – Nynne (TV-serie)
- 2007 – Den svarta madonnan
- 2008 – Dancers
- 2009 – At World's End
- 2013–2022 – Badhotellet (TV-serie)
- 2018 – Happy Ending
- 2025 – Begravda hemligheter (TV-serie)